# Avenue Edmond Parmentier
L'avenue Edmond Parmentier est une rue bruxelloise de la commune de Woluwe-Saint-Pierre qui relie l'avenue de Tervueren à l'avenue Grandchamps.
Sa longueur est d'environ 1 kilomètre.

## Historique
L’entrepreneur Edmond Parmentier commença la construction de l’avenue de Tervueren en 1895. Il se constitua une propriété le long de l'avenue et du talus situé à l’angle de cette avenue qui porte aujourd’hui son nom. Dans un souci de cohérence urbanistique, il s'engage à l’aménager ainsi que le talus du parc de Woluwe voisin, d’après un plan de l’architecte paysagiste Élie Lainé englobant les tracés des parcs voisins de Woluwe et des Étangs Mellaerts.
À l'origine, l’endroit était une zone marécageuse parsemée d’étangs. Les terres provenant du percement de l’avenue de Tervueren vont en partie remblayer cette zone humide et deux étangs alimentés par un petit ru affluent de la Woluwe seront réaménagés. 
Milieu 1901 commencent les travaux d'aménagement du boulevard du Souverain. De sa maison norvégienne haut perchée, Parmentier domine les deux artères. Mais les travaux vont soudain s'arrêter, en avril 1902. Auderghem introduit alors d'innombrables plaintes auprès de l’État, vu les effets préjudiciables engendrés. Mais le chantier reste silencieux de 1902 à 1906. En 1907, les experts constatent le complet abandon des travaux.
La justice donnera raison à Auderghem. Celle-ci conclut un accord à l’amiable prévoyant la reprise des travaux en 1909. L’inauguration du boulevard fut effectuée en 1910.
Edmond Parmentier meurt en 1910 au moment où il achève le chantier du boulevard du Souverain.